# Katerína Batzelí
Katerína Batzelí (en grec moderne : Κατερίνα Μπατζελή), née le 25 mai 1958 à Lamía, est une femme politique grecque membre du Mouvement socialiste panhellénique.

## Biographie
Katerína Batzelí est députée au Parlement européen dans le Groupe du Parti socialiste européen (PSE).
Entre le 7 octobre 2009 et le 7 septembre 2010, elle est ministre du Développement rural et de l'Alimentation dans le gouvernement de Giórgos Papandréou.